# Канарска финикова палма
Канарските финикови палми (Phoenix canariensis) са вид растения от семейство Палмови (Arecaceae).
Таксонът е описан за пръв път от швейцарския градинар Херман Вилдпрет през 1882 година.